# راديو راي 2
راديو راي 2  (radio due) هي قناة إذاعية إيطالية تديرها راديو تلفزيون إيطاليا (RAI) ومتخصصة في البرامج الحوارية والموسيقى الشعبية.

## تاريخ
يمكن إرجاع أصول القناة إلى 21 مارس 1938، عندما بدأ EIAR - الذي كان سيصبح Radio Audizioni Italiane (RAI) في عام 1944 - في إرسال خدمة راديو ثانية مبرمجة بشكل منفصل في المدن الكبرى.
بعد نهاية الحرب العالمية الثانية وإعادة بناء وتحسين شبكة الإرسال الباقية، أعيد تنظيم البث الإذاعي (اعتبارًا من 3 نوفمبر 1946) لتوفير قناتين وطنيتين تغطي معظم أنحاء البلاد. عُرفت القناة الأولى باسم Rete Rossa (الشبكة الحمراء) والثانية باسم Rete Azzurra (الشبكة الزرقاء). تم اختيار هذه الأسماء «المحايدة» للإشارة إلى أنه في حين تهدف كل قناة في أي وقت إلى توفير برمجة بأسلوب متباين مع ذلك المتاح على الأخرى، كانت القناتان متساويتين اسميًا في الوضع ولديهما صلاحيات واسعة النطاق بشكل متساوٍ.
في 1 كانون الثاني (يناير) 1952، كجزء من خطوة تهدف إلى منح كل قناة «شخصية» أكثر تميزًا - تمت إضافة برنامج Terzo Programma (البرنامج الثالث) في 1 أكتوبر 1950 - أعادت RAI تسمية Rete Azzurra باسم Secondo Programma (البرنامج الثاني)، ليصبح فيما بعد Rai radio 2.